# Sant Martí de Cerdanyola
|  | Aquest article tracta sobre l'església nova. Vegeu-ne altres significats a «Església vella de Sant Martí». |

Sant Martí és una església de llenguatge historicista, modernista i neorromànica Cerdanyola del Vallès (Vallès Occidental). A finals del segle xvii s'edificà una nova església al Pla que fou cremada el 1808 pels francesos. El 1906 fou construïda una nova església al centre del poble actual i al seu costat, la casa rectoral.És de planta de creu llatina. Té una nau central i tres capelles laterals a cada costat de la nau central que es comuniquen entre elles. La construcció segueix el model gòtic amb l'interior de volta de canó. La façana té una portalada de punt rodó amb arquivoltes sustentades en unes columnes de fust llis i un gran rosetó. El teulat és a dues aigües. Al mur de llevant hi ha adossada la torre campanar de planta quadrada i amb coberta a quatre aigües amb ceràmica vidriada. El remat de la torre és de maó vist fet que contrasta amb la resta de la construcció d'aplacat de pedra.